# 松平義建
松平 義建（まつだいら よしたつ）は、江戸時代後期の大名。美濃国高須藩10代藩主。通称は範次郎。官位は従四位下・侍従、掃部頭、摂津守、左少将。自身に特筆すべき治績は少ないが、息子は高須四兄弟を筆頭に多くが幕末期に活躍した。現在の徳川宗家は義建の男系子孫である。

## 生涯
寛政11年12月13日（1800年1月7日）、松平義和（保友）の次男として江戸の水戸藩小石川邸で出生した。父・義和は当時水戸徳川家の部屋住み身分であったが、文化元年（1804年）に高須松平家に末期養子として入り、高須藩を相続した。兄・義質が早世したため、文化10年4月23日（1813年5月23日）、父の嫡子となる。
文化12年4月28日（1815年6月5日）、11代将軍・徳川家斉に御目見する。文化13年12月16日（1816年2月1日）、従四位下・侍従・掃部頭に叙任される。
文政年中に摂津守に改める。父の死去により、天保3年3月6日（1832年4月6日）に家督を相続する。同年12月28日（1833年2月17日）、左少将に任官される。
嘉永3年10月16日（1850年11月19日）、隠居し、五男の義比（後の徳川茂徳）に家督を譲った。文久2年8月20日（1862年9月13日）、64歳で死去した。

## 人物・子女
高須松平家は参勤交代を免除された定府の大名家で、義建も藩領内で生活したことはないが、生前に2度の国入りをしており、お忍びで長良川鵜飼を見学したり、領民とも交流したりした記録が伝わる。また、同家の菩提寺である行基寺に伝わる記録によると、弘化4年（1847年）の滞在時に催した松茸狩りには、義建の側室とみられる「お千代」や「お花」といった女性たちも参加したとあり、外出が原則なかった大名家の女性としては異例である。海津市歴史民俗資料館学芸員の水谷容子は、義建は「フランクな人柄だったのでは」と推測し、歴史学者の磯田道史は幕末に活躍した「高須四兄弟」と絡めて、当時の高須松平家について「女性の自由度が高い家風であったかもしれない。家族が野外で生き生きと過ごす時間がちゃんとあった。人材を輩出した高須松平家の子育ての雰囲気を垣間見た気がした」と評している。

### 高須四兄弟

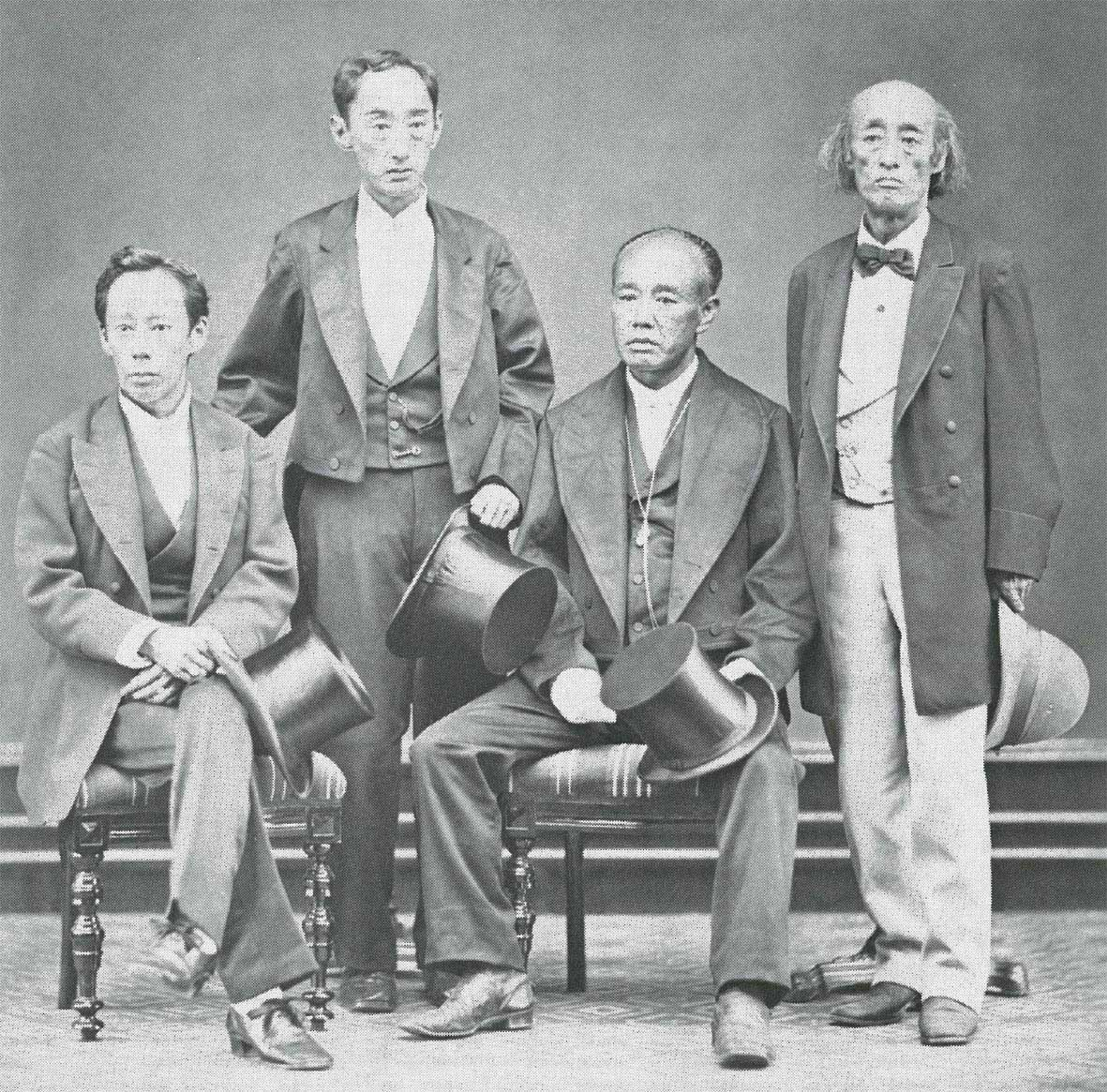
高須四兄弟の集合写真（右から慶勝、茂栄、容保、定敬）。1878年8月の義建17回忌で再会した4人が、同年9月3日に銀座2丁目にあった二見朝隈の写真館にて撮影したもの。

松平義建の息子は多くが養子となって他の親藩大名家を継いだが、その背景には高須松平家が尾張徳川家御連枝として高い格式を有し、子女の教育水準も充実していたことが挙げられる。特に次男の慶勝、五男の茂徳（茂栄）、七男の容保、八男の定敬の4人は「高須四兄弟」と呼ばれることがある。戊辰戦争時、尾張藩主となった慶勝は新政府側につき、対する会津藩主の容保と桑名藩主の定敬は幕府を支持して敵味方に分かれ、また一橋家を継いだ茂栄は徳川家の代表として新政府と交渉するなど、高須四兄弟はいずれもそれぞれの立場から幕末の動乱に対処した。
なお、現在の徳川宗家当主の徳川家広は、義建の男系子孫に当たる。

## 系譜
「高須四兄弟」は太字。
- 父：松平義和
- 母：平松氏
- 正室：規姫（真証院） - 徳川治紀五女
  - 次男：徳川慶恕→慶勝（1824年 - 1883年） - 徳川慶臧の養子
  - 三男：松平武成（1825年 - 1847年） - 松平武揚の養子
  - 四男：松平整三郎（1826年 - ?） - 夭折
- 側室：尾崎氏
  - 五男：松平義比→徳川茂徳→茂栄（1831年 - 1884年） - 高須藩主→徳川慶勝の養子→一橋徳川慶喜の後継
- 側室：古森氏
  - 七男：松平容保（1836年 - 1893年） - 松平容敬の養子
- 側室（奥山氏（『御家続帳』）、今西亀（『海津町史』）などの説あり）
  - 八男：松平定敬（1847年 - 1908年） - 松平定猷の婿養子
- 室：千代 - 小森氏
  - 十男：松平義勇（1859年 - 1891年） - 松平義端の後継
- 生母不明の子女
  - 長男：松平源之助（1820年 - ?） - 夭折
  - 四男：松平整三郎（1826年 - ?） - 夭折
  - 六男：某 - 戊辰戦争で切腹
  - 九男：松平鐡丸（1849年 - ?） - 夭折
  - 女子：幸 - 上杉茂憲正室